# Diego Hurtado de Mendoza y Quiñones

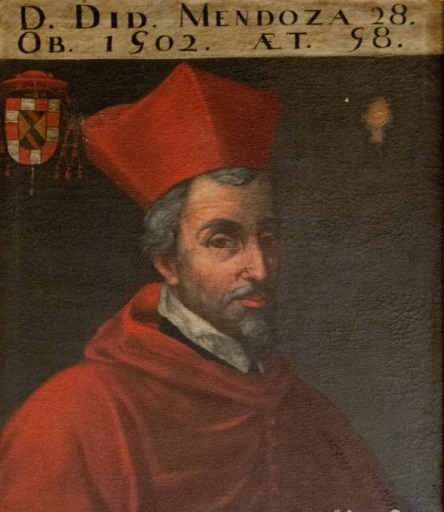
Diego Hurtado de Mendoza y Quiñones (1444)

Diego Hurtado de Mendoza y Quiñones (* 1444 in Guadalajara, Kastilien; † 24. Oktober 1502 in Madrid, Kastilien) war ein spanischer Kardinal.

Wappen als Kardinal

## Leben
Er war der zweite Sohn von Íñigo López de Mendoza y Figueroa und der Bruder von Íñigo López de Mendoza y Quiñones, dem zweiten Grafen von Tendilla. Sein Großvater war Iñigo López de Mendoza. Er war ein Neffe von Kardinal Pedro González de Mendoza (1473). Weitere Kardinäle der Familie sind Francisco Mendoza de Bobadilla (1544) und Íñigo López de Mendoza y Zúñiga (1530).
Er war der zweite Kardinal der Familie Mendoza und studierte an der Universität von Salamanca, einer der beiden renommiertesten Universitäten Spaniens. Während seines Studiums in Salamanca hatte er eine Beziehung mit María de Quiñones, „la blanca“, mit der er einen Sohn, Francisco Hurtado de Mendoza, und eine Tochter, Juana de Mendoza, hatte. Er war kaum siebzehn Jahre alt, als sein Vater, der 1. Graf von Tendilla, als Gesandter zu Papst Pius II. nach Siena gesandt wurde, der damals in Siena residierte (1459). Dabei begleitete Diego ihn. Nachdem die Mission seines Vaters beendet war, zog er nach Rom und blieb dort mehrere Jahre, wo er sich mit klassischer Kultur, Renaissancekunst und humanistischen Studien beschäftigte. Nach seiner Rückkehr nach Spanien ließ er sich im Haus seines Onkels Pedro González de Mendoza nieder, der zu dieser Zeit den Lehrstuhl von Sigüenza erhielt (1467) und ihn zum Dekan der Kathedrale von Sigüenza machte. Sehr bald wurde er auf Vermittlung seines Onkels am 13. Februar 1470 zum Bischof von Palencia ernannt. Diego wurde später, im Jahr 1471, Bischof von Palencia. 1473 wurde sein Onkel Kardinal. Seine Truppen halfen aktiv in der letzten Episode der spanischen Reconquista. Vergeblich versuchte er Erzbischof von Toledo zu werden, doch schließlich wurde Francisco Jiménez de Cisneros ausgewählt.
Das Geschick des Kardinals, der sich nach Heinrichs IV. Tod begeistert für die Sache Isabellas der Katholischen einsetzte, war entscheidend für die Beförderung seines Neffen und Schützlings Diego Hurtado de Mendoza. 1483 wurde Diego Vorsitz des Konzils von Kastilien. Am 29. August 1485 wurde Diego zum Erzbischof von Sevilla ernannt. Papst Alexander VI. ernannte ihn zum Kardinal in pectore während des Konsistoriums von 20. März 1500. Am 2. Oktober 1500 wurde seine Ernennung veröffentlicht. Am 5. Oktober 1500 wurde ihm die Titelkirche Santa Sabina zugewiesen und er wurde zum Lateinischen Patriarchen von Alexandria ernannt.
Diego wurde zunächst im Kloster Santa Ana de Tendilla begraben, dessen wichtiger Wohltäter und Förderer er war. Später wurden seine sterblichen Überreste in die Kathedrale Santa María de la Sede in Sevilla überführt, in ein Marmorgrabmal, das von Domenico Fancelli angefertigt und von seinem Bruder Íñigo López de Mendoza y Quiñones in Auftrag gegeben wurde.